# Pantydia orthosiodes
Pantydia orthosiodes är en fjärilsart som beskrevs av Walker 1865. Pantydia orthosiodes ingår i släktet Pantydia och familjen nattflyn. Inga underarter finns listade i Catalogue of Life.